# Плавання на Чемпіонаті Європи з водних видів спорту 2022 — 1500 метрів вільним стилем (чоловіки)
Змагання з плавання на дистанції 1500 метрів вільним стилем серед чоловіків на Чемпіонаті Європи з водних видів спорту 2022 відбулися 15 серпня (попередні запливи) та 16 серпня (фінал).

## Рекорди
На момент проведення змагань рекорди були такими:
|                           | Спортсмен             | Країна | Час      | Місто    | Дата           |
| ------------------------- | --------------------- | ------ | -------- | -------- | -------------- |
| Світовий рекорд           | Сунь Ян               | КНР    | 14:31.02 | Лондон   | 28 липня 2012  |
| Рекорд Європи             | Грегоріо Пальтріньєрі | Італія | 14:32.80 | Будапешт | 25 червня 2022 |
| Рекорд чемпіонатів Європи | Грегоріо Пальтріньєрі | Італія | 14:34.04 | Лондон   | 18 травня 2016 |

## Результати

### Попередні запливи[3]
| Місце | Заплив | Доріжка | Спортсмен             | Країна    | Час      | Примітки |
| ----- | ------ | ------- | --------------------- | --------- | -------- | -------- |
| 1     | 2      | 5       | Михайло Романчук      | Україна   | 14:58.20 | Q        |
| 2     | 2      | 3       | Дам'єн Жолі           | Франція   | 15:01.44 | Q        |
| 3     | 2      | 4       | Грегоріо Пальтріньєрі | Італія    | 15:01.74 | Q        |
| 4     | 1      | 3       | Доменіко Ачеренца     | Італія    | 15:04.52 | Q        |
| 5     | 1      | 4       | Флоріан Веллброк      | Німеччина | 15:06.18 | Q        |
| 6     | 1      | 6       | Лука Де Тулліо        | Італія    | 15:06.87 |          |
| 7     | 1      | 2       | Генрік Крістіансен    | Норвегія  | 15:08.14 | Q        |
| 8     | 2      | 2       | Карлос Гарач          | Іспанія   | 15:08.78 | Q        |
| 9     | 1      | 5       | Олівер Клемент        | Німеччина | 15:10.05 | Q        |
| 10    | 1      | 7       | Дімітріос Маркос      | Греція    | 15:14.11 |          |
| 11    | 2      | 1       | Йоав Романо           | Ізраїль   | 15:45.21 |          |
| 12    | 2      | 6       | Віктор Юханссон       | Швеція    | DNS      | DNS      |
| 12    | 2      | 7       | Йоріс Бушо            | Франція   | DNS      | DNS      |

### Фінал[4]
| Місце | Доріжка | Спортсмен             | Країна    | Час      | Примітки |
| ----- | ------- | --------------------- | --------- | -------- | -------- |
| 1     | 4       | Михайло Романчук      | Україна   | 14:36.10 | NR       |
| 2     | 3       | Грегоріо Пальтріньєрі | Італія    | 14:39.79 |          |
| 3     | 5       | Дам'єн Жолі           | Франція   | 14:50.86 |          |
| 4     | 6       | Доменіко Ачеренца     | Італія    | 14:56.15 |          |
| 5     | 2       | Флоріан Веллброк      | Німеччина | 15:02.51 |          |
| 6     | 1       | Карлос Гарач          | Іспанія   | 15:05.11 |          |
| 7     | 7       | Генрік Крістіансен    | Норвегія  | 15:07.98 |          |
| 8     | 8       | Олівер Клемент        | Німеччина | 15:10.57 |          |